# قلعه ژاپنی

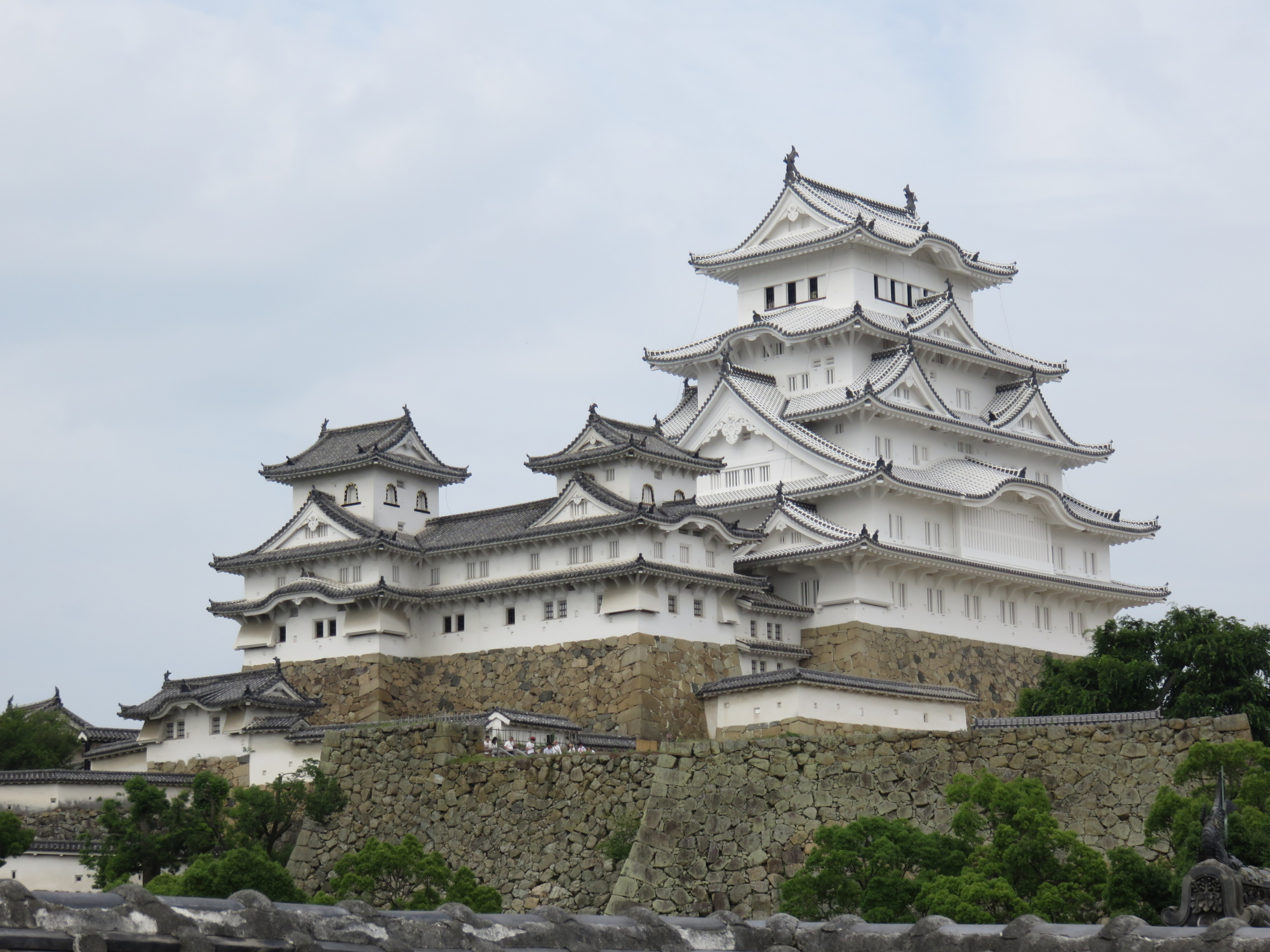
قلعه هیمه‌جی

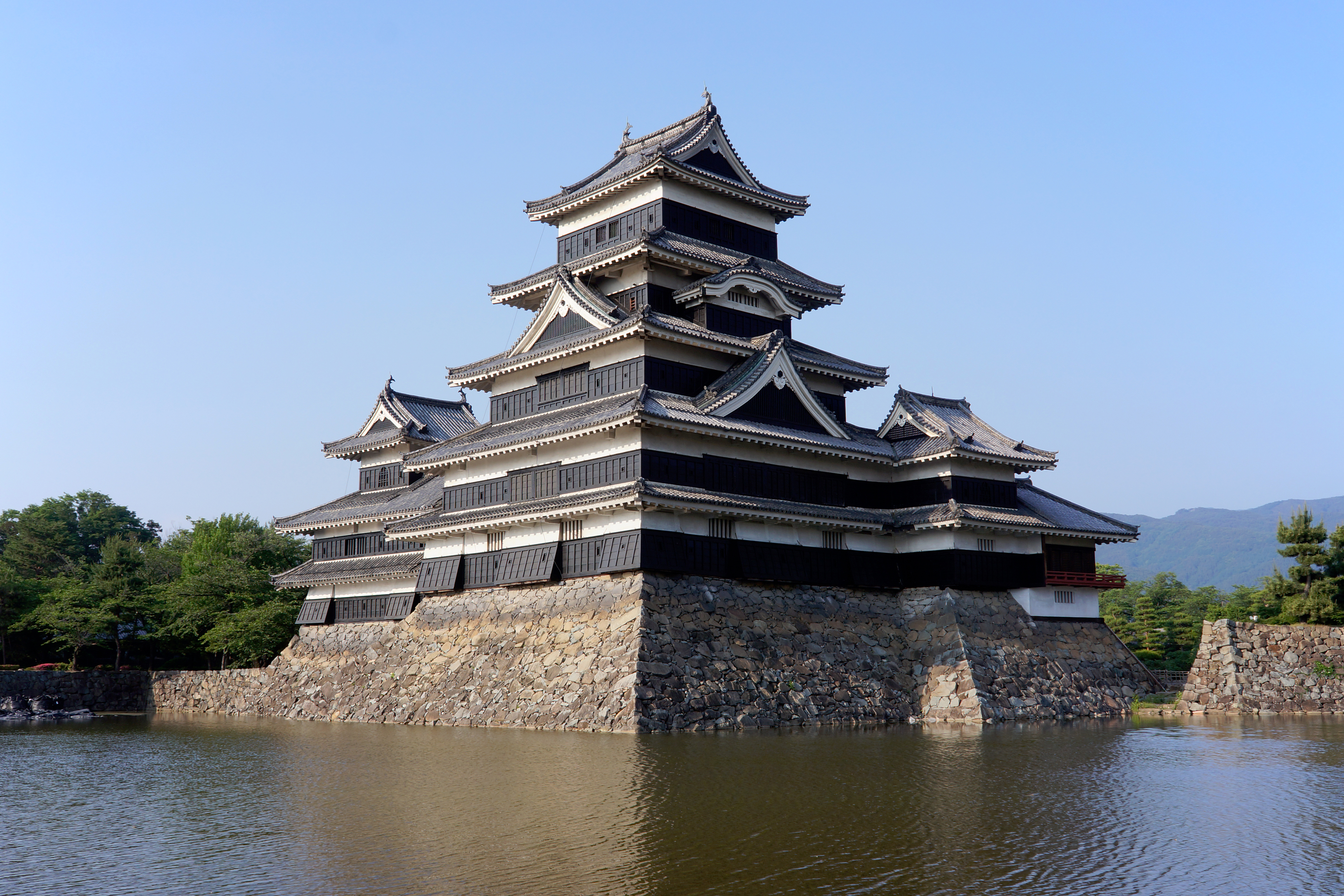
نگاره‌ای از قلعه ماتسوموتو از نوع هیراشیرو. این قلعه سده ۱۵ میلادی که با سنگ و چوب ساخته‌شده بود، اکنون دارای کاربری موزه شده و در فهرست گنجینه‌های ملی ژاپن (en) قرار دارد.

قلعه‌های ژاپنی (انگلیسی: Japanese castle) باروهایی بودند که از چوب و سنگ ساخته می‌شدند.

## نگارخانه

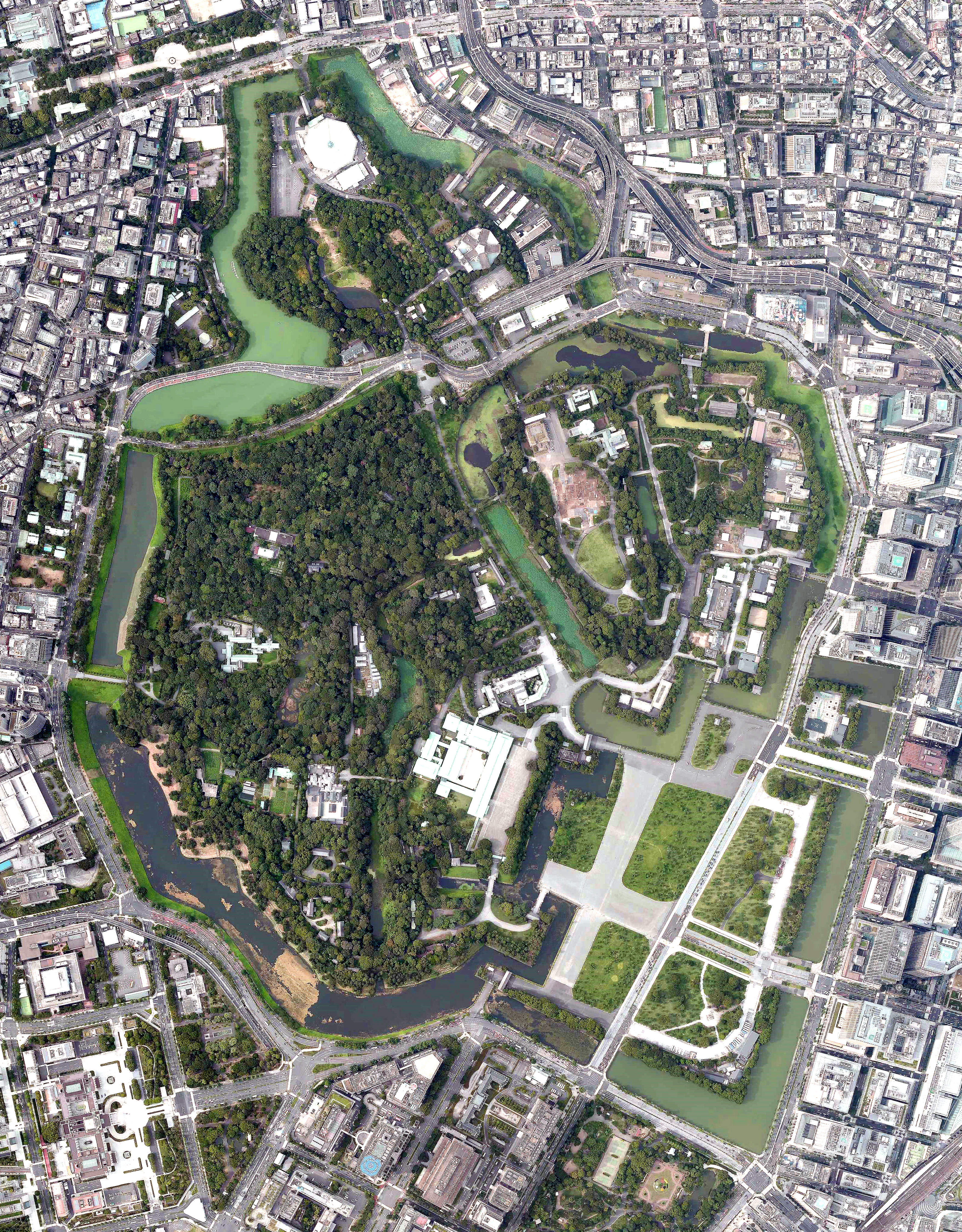
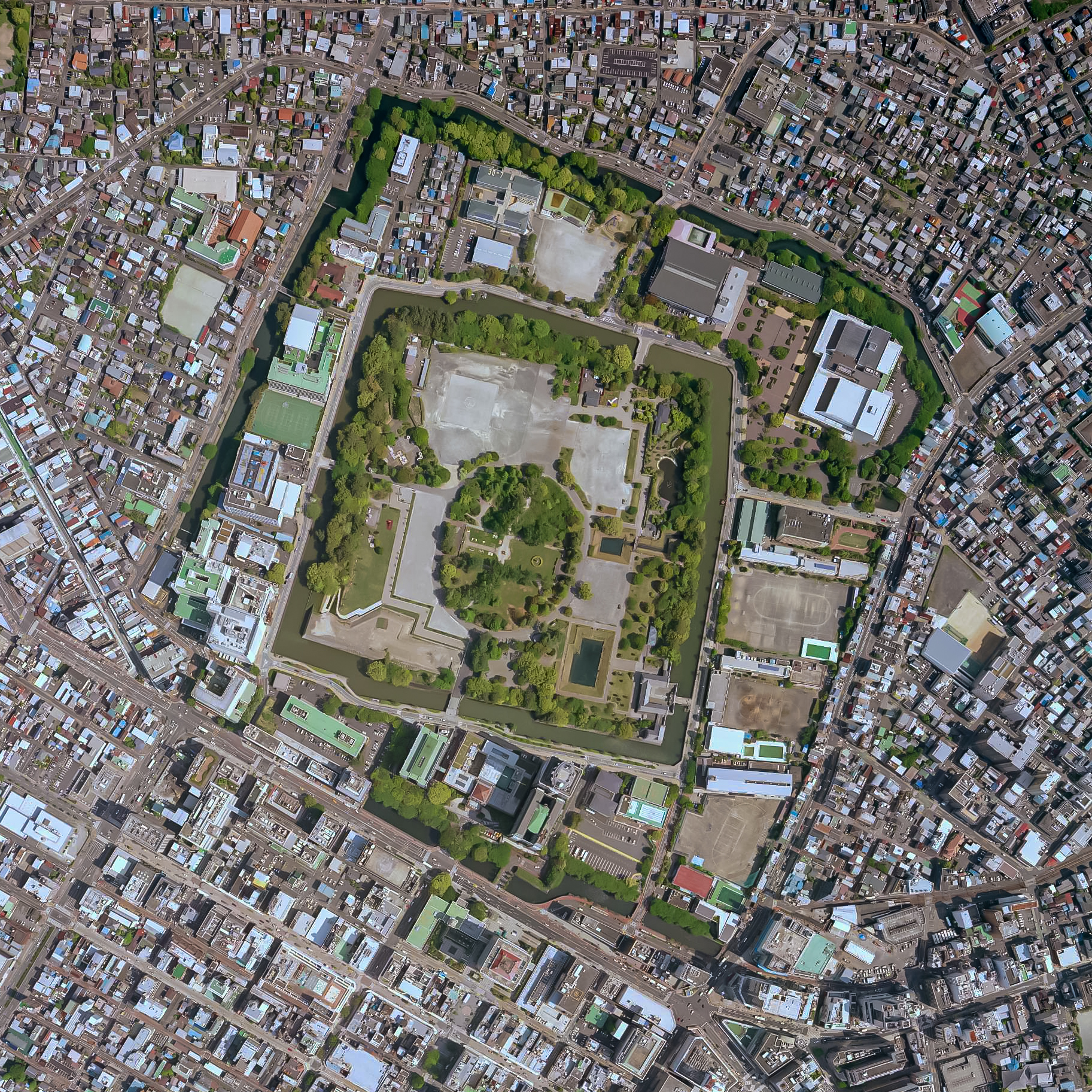
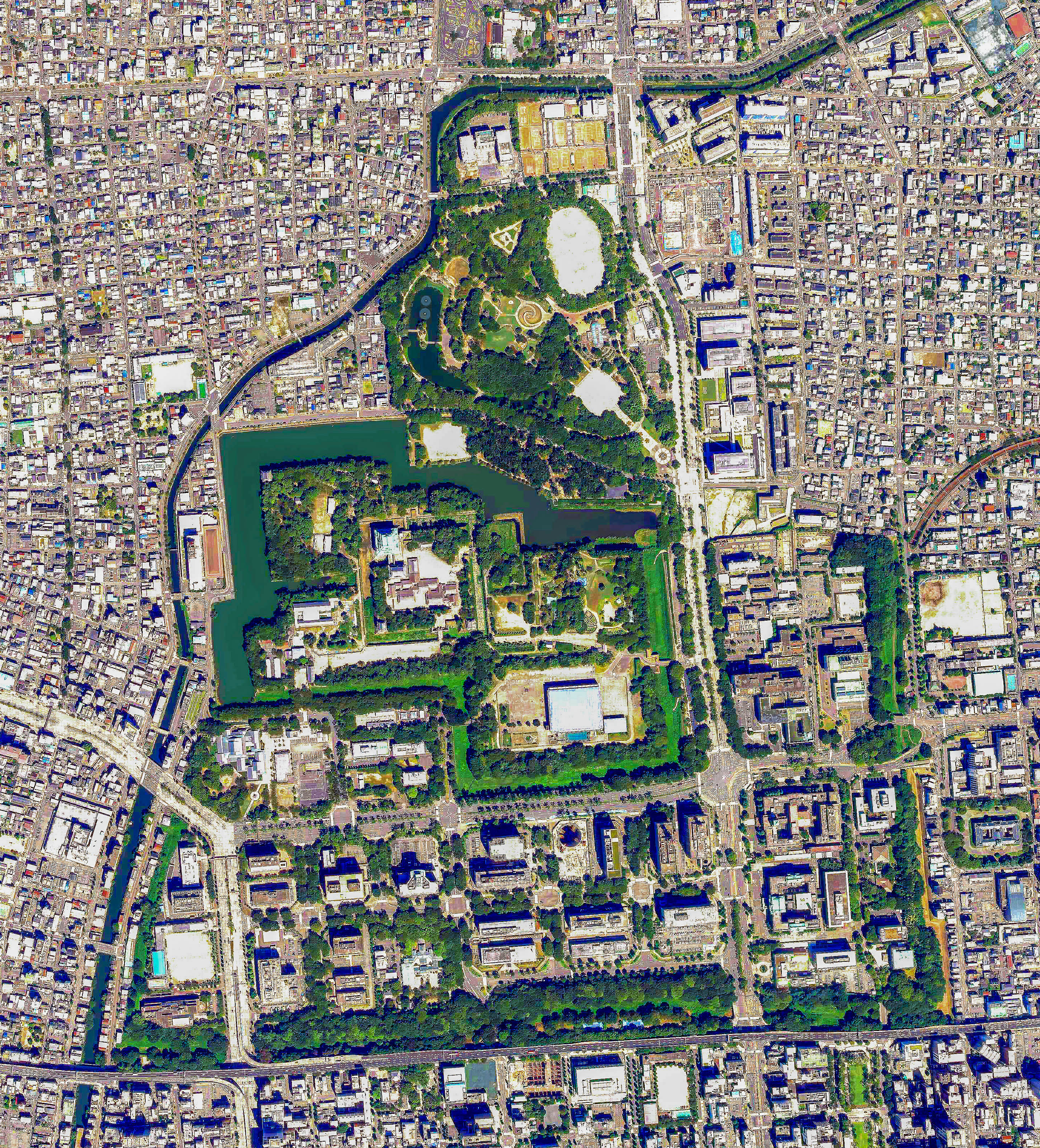
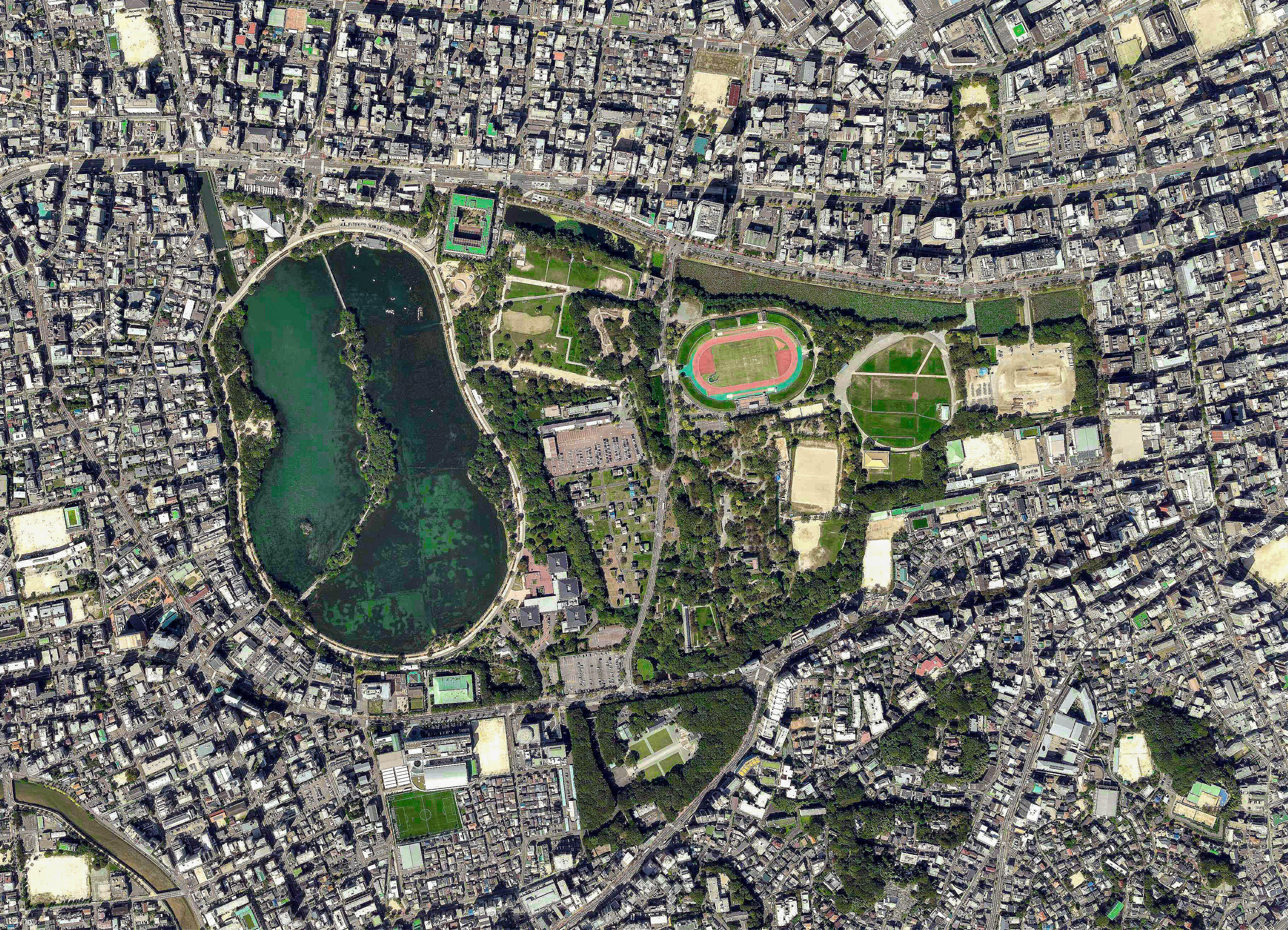
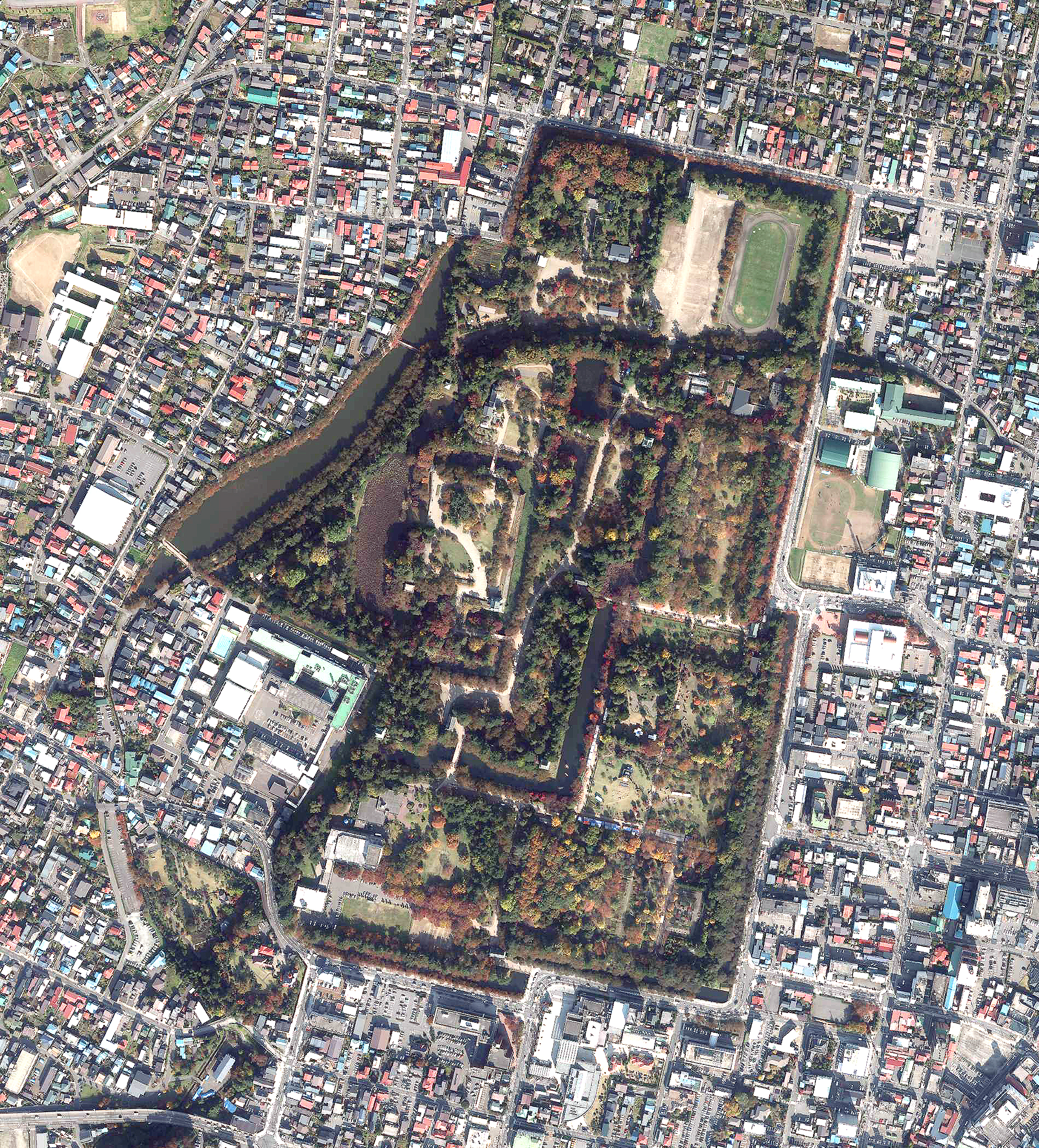
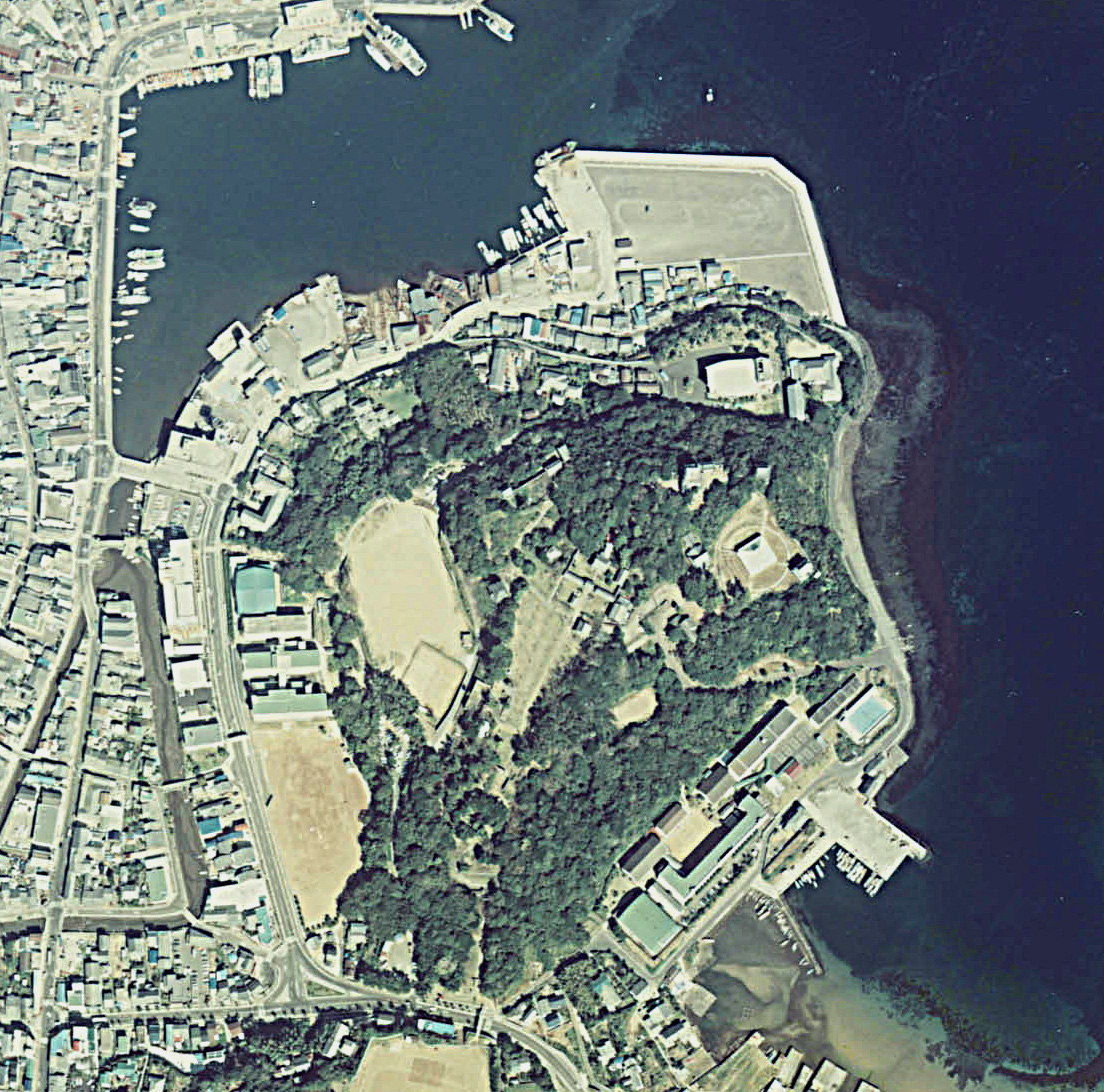
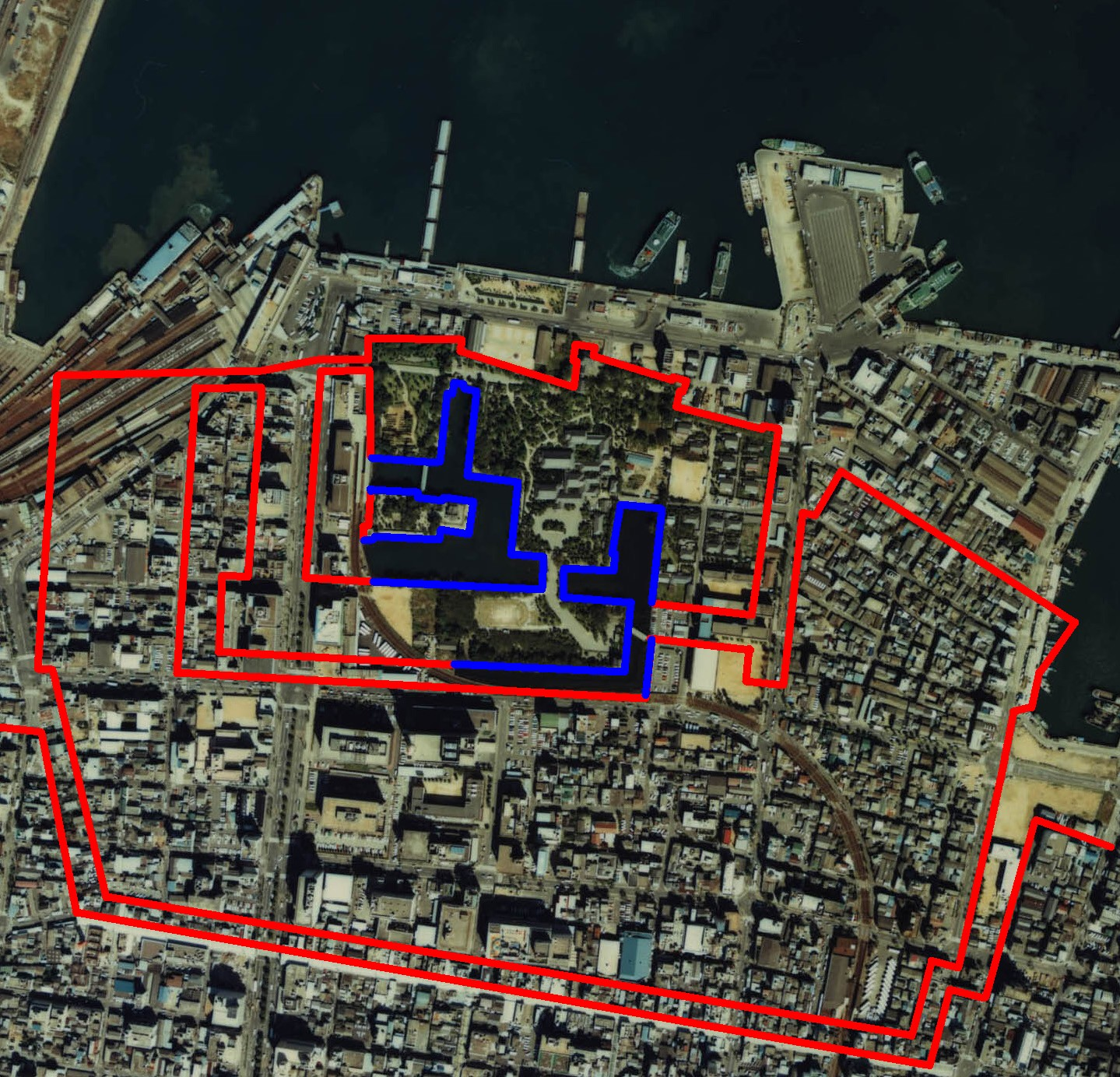